# Penya del Morral
La Penya del Morral és una muntanya de 599 metres que es troba a la comarca de la Ribagorça, dins la província d'Osca (Aragó). En destaca la important basílica que hi ha a tocar del poble de Graus.